# Myanmarina
Myanmarina (лат.) — ископаемый род перепончатокрылых наездников, единственный в составе монотипического семейства Myanmarinidae (Stephanoidea). Юго-Восточная Азия, Мьянма. Бирманский янтарь, меловой период (около 100 млн лет). 3 вида.

## Описание
Длина тела от 1,5 до 3,0 мм. Голова субшаровидная, без короны из зубцов вокруг оцеллий; фасеточные глаза крупные. Усики 11- или 12-члениковые. Жвалы короткие с 2 или 3 зубцами. Тело вытянутое, субцилиндрическое. Жилкование редуцированное. Задние крылья короткие и очень узкие. Формула шпор голеней: 1-1-1.

## Систематика
Известно 3 ископаемых вида. Род был впервые описан в 2017 году китайским энтомологом Qi Zhang (Qi Zhang; State Key Laboratory of Palaeobiology and Stratigraphy, Nanjing Institute of Geology and Palaeontology, Chinese Academy of Sciences, Nanjing, Китай) и российским палеоэнтомологом Александром Павловичем Расницыным (Палеонтологический институт РАН, Москва, Россия) по материалам из бирманского янтаря. Родовое название дано по имени места нахождения в Мьянме (Myanmar). Новая группа, как и другие ранее описанные перепончатокрылые (Aptenoperissidae, Bryopompilidae, Melittisphecidae, Othniodellithidae, Syspasthoxyelidae), эндемична для юго-восточной Азии.
- Myanmarina kachin Zhang & Rasnitsyn, 2017
- Myanmarina lahu Zhang & Rasnitsyn, 2017
- Myanmarina lisu Zhang & Rasnitsyn, 2017